# Кот, Сергей Владимирович
Сергей Владимирович Кот (узб. Sergey Vladimirovich Kot, 7 января 1960 года) — советский и узбекский легкоатлет, специализирующийся в толкании ядра и метании диска. Участник XXVI Летних Олимпийских игр, двукратный призёр Чемпионата Азии, победитель Центральноазиатских игр.

## Карьера
В 1979 году на Чемпионате Европы среди юниоров выиграл серебряную медаль в метании диска с результатом 55.44 метра. В 1985 году на Всесоюзных соревнованиях в Баку (Азербайджанская ССР) в соревнованиях по толканию ядра занял первое место. В 1986 году выиграл соревнования в Киеве (Украинская ССР) и занял второе место в Баку. В 1987 году выиграл соревнования в Новосибирске (РСФСР), а на следующий год в Алма-Ате (Казахская ССР) занял первое место, но в Одессе уже был лишь третьим.
В 1993 году на Чемпионате Азии по лёгкой атлетике в Маниле (Филиппины) в соревновании по толканию ядра выиграл бронзовую медаль с результатом 17.85 метра, а в метании диска серебряную медаль с результатом 54.90 метра. Однако на Чемпионате мира по лёгкой атлетике в Штутгарте (Германия) выступил неудачно и в квалификации занял лишь 11 место с результатом 18.22 метра.
В 1994 году на Летних Азиатских играх в Хиросиме (Япония) в соревновании по толканию ядра занял четвёртое место. В 1995 году в Ташкенте занял второе место, а на Чемпионате мира по лёгкой атлетике в Гётеборге (Швеция) снова постигла неудача. В 1996 году на Летних Олимпийских играх в Атланте (США) толкнул ядро на 16.51 метров в квалификации, но этого было не достаточно, чтобы пройти в финальную часть соревнований.
В 1998 году на Летних Азиатских играх в Бангкоке (Таиланд) занял лишь пятое место с результатом 17.91 метра. В 2003 году на Центральноазиатских играх в Душанбе (Таджикистан) выиграл золотую медаль в толкании ядра.
В 2007 году вместе с семьёй переехал в Труймясто (Польша). Его дочь Оксана также успешно занималась лёгкой атлетикой.